# Église Saint-Pierre de Draillant
L'église Saint-Pierre de Draillant est une église catholique française, située dans le département de la Haute-Savoie, sur la commune de Draillant.

## Description
L'église actuelle du XIXe siècle est de style néoclassique dit « sarde ». et possède un clocher de style roman, qui serait en partie hérité de l'église primitive du XIIe siècle.
Cet édifice « halle à chevet en hémicycle » regroupe aujourd'hui deux bâtiment distincts : la nef avec voûtes d'arêtes soutenues par des colonnes et le clocher caractéristique du premier âge roman.
Restauré en 1973, l'ancien clocher-porche, qui a perdu sa fonction originelle, offre une ressemblance avec le clocher de Brenthonne,. L'édifice est de type roman, caractérisé par les éléments comme la forme carrée et une porte en cintre brisée, des baies géminées.
À l'occasion de ces réaménagements, une crypte est découverte sous l'autel, mais la décision a été prise de la murer.